# سیارک ۱۵۳۸۸
سیارک ۱۵۳۸۸ (به انگلیسی: 15388 Coelum، نامگذاری:1997ST17) پانزده هزار و سیصد و هشتاد و هشتمین سیارک کشف شده‌است که در ۲۷ سپتامبر ۱۹۹۷ کشف شد.
قدر مطلق سیارک برابر ۱۴٫۸۰ است.